# Михайлов Григорій Васильович
Михайлов Григорій Васильович (рос. Михайлов Григорий Васильевич; нар. 30 листопада 1914, Стара Єлань, Акшинський район — пом. 29 березня 1987, Москва) — радянський актор.

## Біографія
Народився 30 листопада 1914 року в селі Стара Єлань (нині Акшинський район, Забайкальська область) у родині плотника-столяра. Мати пішла з родини, коли Григорію було два роки. Батько Василій Миколайович один виховував сина, помер у 1934 році.
Закінчив школу-восьмирічку. Навчався на учня слюсаря в школі ФЗУ при заводі «Электросвет», яку закінчив у 1932 році, і був прийнятий до театрального технікуму при Московському театрі Революції. Закінчив технікум 1936 року та один рік був актором Театру Революції, від 1937 до 1939 року — артист Івановського драматичного театру, від 1939 до 1940 року — знову в Театрі Революції.
За часів Німецько-радянської війни, у 1941—1944 рр., перебував в евакуації в Ташкенті. У 1944 році прийнятий до штату кіностудії «Мосфильм» і Театра-студії кіноактора, де працював до 1983 року.
Зніматися в кіно почав з 1941 року. Здебільшого його героями були звичайні робітники, військові та чиновники.
Був одружений на Анні Наумовні Вєтровой, асистенті режисера Центрального телебачення. У 1960 році народився син Андрій.
Пішов з життя 29 березня 1987 року. Похований на 50-й ділянці Ваганьковського кладовища, м. Москва.

## Фільмографія
| Рік  |   | Українська назва                    | Оригінальна назва                            | Роль                                                      |
| ---- | - | ----------------------------------- | -------------------------------------------- | --------------------------------------------------------- |
| 1941 | ф | Морський яструб                     | Морской ястреб                               | епізод                                                    |
| 1941 | ф | Першодрукар Іван Федоров            | Первопечатник Иван Фёдоров                   | ученик Федорова (немає в титрах)                          |
| 1941 | ф | Бойова кінозбірка № 8               | Боевой кино-сборник № 8                      | боєць                                                     |
| 1942 | ф | Бойова кінозбірка № 11              | Боевой киносборник № 11                      | партизан («Сто другий кілометр»)                          |
| 1943 | ф | Два бійці                           | Два бойца                                    | почтальон (немає в титрах)                                |
| 1943 | ф | Зниклий безвісти                    | Пропавший безвести                           |                                                           |
| 1944 | ф | Людина № 217                        | Человек № 217                                | ув'язнений № 224                                          |
| 1945 | ф | Це було в Донбасі                   | Это было в Донбассе                          | епізод (немає в титрах)                                   |
| 1946 | ф | Наше серце                          | Наше сердце                                  | епізод (в титрах не вказаний)                             |
| 1946 | ф | Синегорія                           | Синегория                                    | Ізобар                                                    |
| 1947 | ф | Сказання про землю Сибірську        | Сказание о земле Сибирской                   | військовий (немає в титрах)                               |
| 1948 | ф | Молода гвардія                      | Молодая гвардия                              | член обкому (немає в титрах)                              |
| 1948 | ф | Шлях слави                          | Путь славы                                   | робочий (немає в титрах)                                  |
| 1949 | ф | Зустріч на Ельбі                    | Встреча на Эльбе                             | адъютант Маслова (немає в титрах)                         |
| 1949 | ф | Кубанські козаки                    | Кубанские казаки                             | колгоспник (немає в титрах)                               |
| 1949 | ф | Падіння Берліна                     | Падение Берлина                              | адъютант Чуйкова (немає в титрах)                         |
| 1950 | ф | Жуковський                          | Жуковский                                    | парижанин у толпі, що зустрічає Рибакова (немає в титрах) |
| 1950 | ф | У мирні дні                         | В мирные дни                                 | матрос (немає в титрах)                                   |
| 1950 | ф | Щедре літо                          | Щедрое лето                                  | выступающий на выставке (немає в титрах)                  |
| 1951 | ф | Сільський лікар                     | Сельский врач                                | учасник зборів (немає в титрах)                           |
| 1953 | ф | Адмірал Ушаков                      | Адмирал Ушаков                               | епізод (немає в титрах)                                   |
| 1953 | ф |                                     | Завтрак у предводителя                       | Порфірій Ігнатьїч Нагланович, становий пристав            |
| 1954 | ф | Море студене                        | Море студёное                                | Савва Ножкин                                              |
| 1954 | ф | Школа мужності                      | Школа мужества                               | Никанор Сухарев, батько Вєрки                             |
| 1955 | ф | Дорога                              | Дорога                                       | Никита Иванович Рудаков, водитель Байталина               |
| 1955 | ф | Крах емірату                        | Крушение эмирата                             | Степан                                                    |
| 1955 | ф |                                     | Мать и сын (к/метр)                          | Абрамов                                                   |
| 1956 | ф | Перші радощі                        | Первые радости                               | жандарм                                                   |
| 1957 | ф | Випадок на шахті вісім              | Случай на шахте восемь                       | член парткому                                             |
| 1958 | ф | Тихий Дон                           | Тихий Дон                                    | шахтар (немає в титрах)                                   |
| 1958 | ф | Звіролови                           | Звероловы                                    | Артем Сергійович Макаров                                  |
| 1958 | ф | Поема про море                      | Поэма о море                                 | начальник геодезичної служби (немає в титрах)             |
| 1959 | ф | Виправленому вірити                 | Исправленному верить                         | Петро Гринюк, лейтенант міліції                           |
| 1960 | ф | Мічман Панін                        | Мичман Панин                                 | Барабанов                                                 |
| 1960 | ф | Повість полум'яних літ              | Повесть пламенных лет                        | штабіст                                                   |
| 1960 | ф | Фортеця на колесах                  | Крепость на колёсах                          | командир бронепоїзда                                      |
| 1961 | ф | Євдокія                             | Евдокия                                      | нагороджуючий (немає в титрах)                            |
| 1962 | ф | Дивак-людина                        | Чудак-человек                                | Сторожко, громадський обвинувач                           |
| 1962 | ф | Капітани блакитної лагуни           | Капитаны голубой лагуны                      | Серебряний                                                |
| 1962 | ф | У твого порога                      | У твоего порога                              | Василій, машиніст                                         |
| 1963 | ф | Оптимістична трагедія               | Оптимистическая трагедия                     | старий матрос                                             |
| 1964 | ф | Італійці браві хлопці               | Italiani brava gente Они шли на восток       |                                                           |
| 1964 | ф | Космічний сплав                     | Космический сплав                            | Ушаков, парторг                                           |
| 1965 | ф | Двадцять шість бакинських комісарів | 26 бакинских комиссаров                      | Сочковський                                               |
| 1965 | ф | Кухарка                             | Стряпуха                                     | Трофим Григорович, голова колгоспу                        |
| 1965 | ф | Музиканти одного полку              | Музыканты одного полка                       | підпільник Руденков                                       |
| 1965 | ф | Дзвонять, відчиніть двері           | Звонят, откройте дверь                       | Ілля Миколайович Кисельов (немає в титрах)                |
| 1966 | ф | Казка про царя Салтана              | Сказка о царе Салтане                        | 5-й корабельник                                           |
| 1966 | ф | Невідома ...                        | Неизвестная…                                 | майор Терехов, льотчик                                    |
| 1966 | ф | По тонкому льоду                    | По тонкому льду                              | начальник управління                                      |
| 1967 | ф | Лікар Віра                          | Доктор Вера                                  | «Комісар»                                                 |
| 1967 | ф | Міцний горішок                      | Крепкий орешек                               | командувач                                                |
| 1967 | ф | Особлива думка                      | Особое мнение                                | голова воєнного трибуналу (немає в титрах)                |
| 1968 | ф | День янгола                         | День ангела                                  | старий матрос                                             |
| 1970 | ф | У лазуровому степу                  | В лазоревой степи. Коловерть                 |                                                           |
| 1970 | ф | Зірки не гаснуть                    | Звёзды не гаснут Ulduzlar Sönmür             | матрос (немає в титрах)                                   |
| 1970 | ф | Опікун                              | Опекун                                       | літній робітник                                           |
| 1970 | ф | Крутий горизонт                     | Крутой горизонт                              | епізод                                                    |
| 1971 | ф | Великі перегони                     | Большие перегоны                             |                                                           |
| 1971 | ф | Зухвалість                          | Дерзость                                     | Сивий, Сергій Федорович                                   |
| 1973 | ф | Безстрашний отаман                  | Бесстрашный атаман                           |                                                           |
| 1974 | ф | Любов земна                         | Любовь земная                                | працівник будівництва                                     |
| 1975 | ф |                                     | Среди лета                                   | Анастас                                                   |
| 1976 | ф | Вдови                               | Вдовы                                        | Ванишев, директор свиноферми                              |
| 1976 | ф | Сибір                               | Сибирь                                       | куркуль                                                   |
| 1976 | ф | Ти — мені, я — тобі                 | Ты — мне, я — тебе                           | Кіндрат Архипович Михальов, міністр                       |
| 1977 | ф | Інкогніто з Петербурга              | Инкогнито из Петербурга                      | купець                                                    |
| 1977 | ф | Сутичка в хуртовині                 | Схватка в пурге                              | старший інженер                                           |
| 1980 | ф | Якщо би я був начальником...        | Если бы я был начальником...                 | відвідувач у приймальні                                   |
| 1981 | ф | Відпустка за свій кошт              | Отпуск за свой счёт Fizetésnélküli szabadság | співробітник відділу кадрів                               |
| 1982 | ф | Вокзал для двох                     | Вокзал для двоих                             | продавець на ринку                                        |
| 1988 | ф | Тугий вузол                         | Тугой узел                                   | шофер                                                     |